# Dom Przemysłowy w Poznaniu
Dom Przemysłowy w Poznaniu – budynek polskiego Domu Przemysłowego usytuowany przy północnej pierzei placu Wilhelmowskiego (niem. Wilhelmsplatz, później placu Wolności) w Poznaniu. Zniszczony w 1945 roku.

## Opis
Wybudowany został w latach 1900–1902. Zaprojektowany przez architekta Stanisława Mieczkowskiego. Budowę budynku przeprowadziło przedsiębiorstwo budowlane Ludwika Frankiewicza. Model płaskorzeźb środkowego szczytu wykonał rzeźbiarz Władysław Marcinkowski, a ich realizację powierzono sztukatorowi Pawłowi Ceptowskiemu. Dwie dolne kondygnacje gmachu zajmowały lokale handlowe mające w zamierzeniu stanowić centrum polskiego życia gospodarczego.

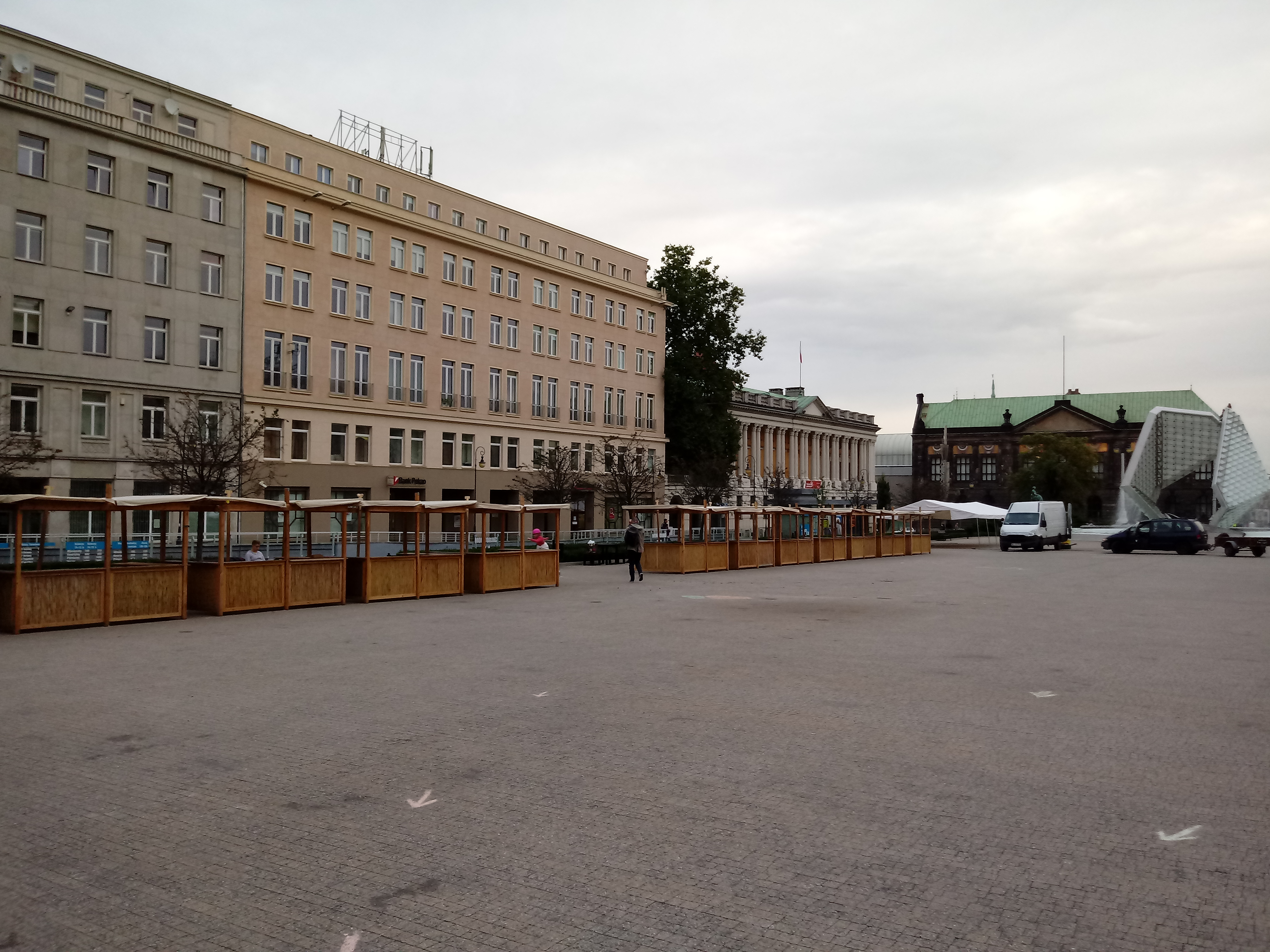
Północna pierzeja placu Wolności z budynkiem (drugi od lewej) wybudowanym w miejscu dawnego Domu Przemysłowego

Na parterze i pierwszym piętrze budynku otwarto we wrześniu 1902 restaurację Grand Cafe Restaurant – nazywaną potocznie „Grandką”. Pomieszczenia na parterze zajmowała kawiarnia, cukiernia i mniejsza z sal restauracyjnych. Natomiast na piętrze ulokowano większą salę restauracyjną, pokój do gry w bilard i tzw. „Salę Czerwoną”, która była miejscem zebrań różnego rodzaju towarzystw. W restauracji podawano m.in. zupę żółwiową, comber, sznycelki cielęce i dania kuchni francuskiej. W podwórzu urządzono ogródek koncertowy z kolonadą i estradą dla orkiestry. W okresie międzywojennym Grand Cafe była miejscem, gdzie spotykali się kibice poznańskiego klubu piłkarskiego Warta, oczekując telefonu z informacją o wyniku meczu wyjazdowego swojego zespołu.
Od 1910 znajdowała się tutaj poznańska siedziba banku Kratochwill & Pernaczyński. W budynku mieścił się także salon Towarzystwa Przyjaciół Sztuk Pięknych w Poznaniu. W okresie dwudziestolecia międzywojennego gmach był własnością Związku Spółek Zarobkowych i Gospodarczych. Mieścił wiele instytucji związanych z rolnictwem.
Dom Przemysłowy został zniszczony w 1945. W latach 50. XX wieku w jego miejscu wzniesiono modernistyczny gmach, gdzie znalazła siedzibę Wielkopolska Spółdzielnia „Rolnik”.